# Nina Lung
Nina Lung (* 19. Oktober 1997 in Ingolstadt, Deutschland) ist eine deutsch-serbische Schauspielerin.

## Biografie
Lung besuchte die Schauspielschule Zerboni in München, wo sie ihre Schauspielausbildung absolvierte und sich auf das Schauspiel konzentrierte.
Während ihrer Ausbildung spielte sie in Kurzfilmen und gab ihr TV-Debüt 2020 in Alle Nadeln an der Tanne. Seither war sie in Film- und Fernsehproduktionen zu sehen.
Nach ihrem Abschluss erhielt sie größere Rollen in Film- und Fernsehproduktionen wie Die Chefin und Hubert ohne Staller, die auf Netflix ausgestrahlt werden.
Im Jahr 2023 gewann Nina Lung beim Festival flimmern&rauschen den Publikumspreis für ihre Rolle in dem Film Sie.
Der Film wurde von den Regisseurinnen Anna Maria Caciaun und Soy Spantidakes gedreht.
Momentan lebt sie in München.

## Filmografie
- 2020: Alle Nadeln an der Tanne (TV-Film), Regie: Mirjam Unger
- 2020: Laim und die Tote im Teppich (TV-Film), Regie: Michael Schneider
- 2020: Hubert ohne Staller (Fernsehserie, Folge Urlaub in der Hölle), Regie: Carsten Fiebeler
- 2021: Die Chefin (Fernsehserie, Folge Der Wolf) Regie: Filippos Tsitos
- 2022: Alles was zählt (Fernsehserie)
- 2023: Sie (Kurzfilm), Regie: Anna Maria Caciaun und Soy Spantidakes